# Allodia pravdini
Allodia pravdini är en tvåvingeart som beskrevs av Zaitzev 1983. Allodia pravdini ingår i släktet Allodia och familjen svampmyggor. Inga underarter finns listade i Catalogue of Life.